# 賈達德
賈達德，CBE，ISO[?]（1929年8月5日—2016年4月1日），英國及香港入境事務官員，1983年至1989年出任香港人民入境事務處處長，是該處最後一位外籍處長。
賈達德1949年加入英國工務部任職行政主任，1955年轉職內政部入境事務科出任入境事務主任，1963年晉升為總入境事務主任。1966年，他外調到香港人民入境事務處署任人民入境事務督察總主任，翌年獲得實任，及後分別於1971年和1978年升任助理處長和副處長。1983年出任處長以前，他曾應對中國大陸非法入境者和越南難民大規模來港的問題，並協助港府在1980年實施針對前者的「即捕即解」政策。
在入境處長任內，隨著中英兩國於1984年簽署《中英聯合聲明》，確認香港主權在1997年移交中國，賈達德以英方專家身份多番參與中英聯合聯絡小組的中英專家會議，商討國籍和護照等牽涉出入境事務的議題。連串的談判促成入境處自1987年起開始簽發第二代電腦香港身份證和全新的英國國民（海外）護照。另外，隨著中港交往日益頻繁，沙頭角管制站、上環的新港澳客輪碼頭、尖沙咀中國客運碼頭和落馬洲管制站等關口先後在他任內落成啟用。針對越南難民問題，他還在1988年起協助港府執行「甄別政策」，為日後有系統地遣返越南船民作好準備。

## 生平

### 早年生涯
賈達德1929年8月5日生於英國根德郡梅德韋，父母分別名叫西里爾·約翰·卡特（Cyril John Carter）和米爾德麗德·拉維尼婭·雷恩（Mildred Lavinia Ryan）。賈達德早年在英國完成學業後，首先於1949年加入英國政府，於倫敦的工務部任職行政主任。1955年，他轉職到內政部入境事務科出任入境事務主任，曾被派駐於倫敦希斯路機場等地。他其後於1963年獲擢升為總入境事務主任，負責管制修咸頓港口的出入境事宜。
1966年1月，賈達德申請外調，空降到香港人民入境事務處署任人民入境事務督察總主任，翌年獲得實任。1968年至1969年間，他一度署任人民入境事務處副處長，隨後於1971年擢升為助理處長，並於同年奉委官守太平紳士。在助理處長任內，入境處面對不少新的挑戰，當中包括因應香港政府於1974年實施「抵壘政策」而加強執法和採取行動，堵截來自中國大陸及其他地方的非法入境者來港；以及應對自1975年浮現的越南難民問題，應付越戰結束後為逃避越南共產黨統治而抵港的難民。另外，賈達德曾於1973年6月代表入境處被最高法院高級副按察司百里渠爵士傳召，出席就警務處外籍總警司葛柏潛逃一事而展開的閉門聆訊，負責解釋啟德機場的出境管制安排。當時，被指涉嫌貪斂大筆財富的葛柏接受當局停職調查期間，乘職權之便避過出境管制，成功於啟德機場乘搭飛機潛逃英國，引起輿論轟動，因此聆訊的其中一個目的是要研究啟德機場的出境管制漏洞。

### 入境處副處長
1978年1月，賈達德晉升為人民入境事務處副處長，任內負責處理打擊偷渡、協助執行「抵壘政策」和應對越南難民等棘手問題。其中在1980年9月，有鑑於「抵壘政策」未能有效堵截中國大陸非法入境者來港，港府規定市民外出時必須攜帶身份證，並在執法人員要求時出示證件，否則可被罰款及處以監禁。同年10月，港府與中國大陸當局商討後宣佈以「即捕即解」取代「抵壘政策」，決定將捕獲的非法入境者一律遣返中國。港府在宣佈新政策後又實施了三天寬限期，讓已經來港的非法入境者申領香港身份證，結果在短短的寬限期內，吸引大批非法入境者湧到入境處的辦事處辦理申領身份證手續。
實施「即捕即解」政策後，賈達德強調所有非法入境者和「黑市居民」都不會得到港府特赦，強調入境處會繼續加強執法和採取行動打擊偷渡問題，並加強派員巡查工廠和建築工地打擊僱用非法勞工的情況。另一方面，為了配合當局打擊偷渡的政策，他由1980年起主持研發電腦身份證，促成入境處於1983年推出高度防偽的第一代電腦身份證，並安排全港市民換領。事實上，港府與中共早自1950年已實施單程證制度，訂下若干名額供中國大陸人士以合法渠道定居香港。單程證的名額數目歷年來皆有變動，到1978年的時候更上調至最高峰的每日310個，藉以舒緩當時十分猖獗的偷渡問題。不過，自港府實施「即捕即解」政策和嚴厲打擊偷渡後，賈達德協助入境處於1980年把名額大幅下調至每日150個，隨後於1983年進一步調低至每日75個。一直到多年以後，時任人民入境事務處處長梁銘彥出於家庭團聚理由，才於1993年把名額上調至每日105個，到1995年再重新上調至每日150個，一直沿用至今。
至於在越南難民問題方面，自從1975年有近4,000名越南難民抵港後，抵港越南難民人數原本在1976年降至只有191人，但到1977年卻回升至1,000人，1978年增至6,000人，到1979年更達到68,748人的高峰。1978年和1979年湧港越南難民人數急增，是因為越南當局實行排華政策所造成的。其中在1978年12月，巴拿馬註冊的台灣貨輪匯豐號載著2,700名越南難民來港，幾經擾攘後港府同意臨時收容難民；到1979年2月，另一艘巴拿馬註冊貨輪天運號又載著超過3,000名越南難民來港，雖然港府一度斷然拒絕收容，並禁止貨輪駛入香港水域，但糾纏一個月後，船上難民自行割斷船錨，任由貨輪在海面漂浮，最後天運號飄到南丫島石角咀擱淺，迫使港府一再收容難民。1979年7月，英政府確立香港的「第一收容港」地位，也促使抵港越南難民人數進一步上升，而鑑於牽涉人數眾多，期間賈達德需要在短時間內指揮入境處展開大規模的難民身份登記工作，以協助安排難民入住由監獄署（懲教署前身）管理的難民營。為了肯定賈達德在應對中國大陸偷渡者和越南難民來港方面的工作，他在1980年英女皇壽辰授勳名單中，獲得英廷頒授帝國服務勳章（ISO）。

### 入境處處長

#### 香港前途問題
1983年6月，賈達德接替政務官出身的布立之出任人民入境事務處處長，成為該處自1961年成立以來首位透過入境事務主任職系晉升的處長。當時，英國與中華人民共和國正就香港前途問題展開多輪談判，最終中英兩國在1984年12月19日簽署《中英聯合聲明》，確認香港主權於1997年7月1日由英國移交中國。為了在過渡期內就一系列的主權交接細節展開商討，中英兩國在1985年5月設立中英聯合聯絡小組，而賈達德則以英方專家身份加入聯絡小組的中英專家小組，負責處理香港居民將來在國籍和護照等牽涉出入境事務的議題，期間他需要長駐北京與中方官員展開深入談判，並要不時前往倫敦向英方官員提供專家意見，隨行的還有日後出任入境處處長的首席助理保安司葉劉淑儀。由於要長駐北京，時任香港總督尤德爵士更建議賈達德學好騎自行車方便出入，甚至對他打趣說「不談妥就不要回來」。

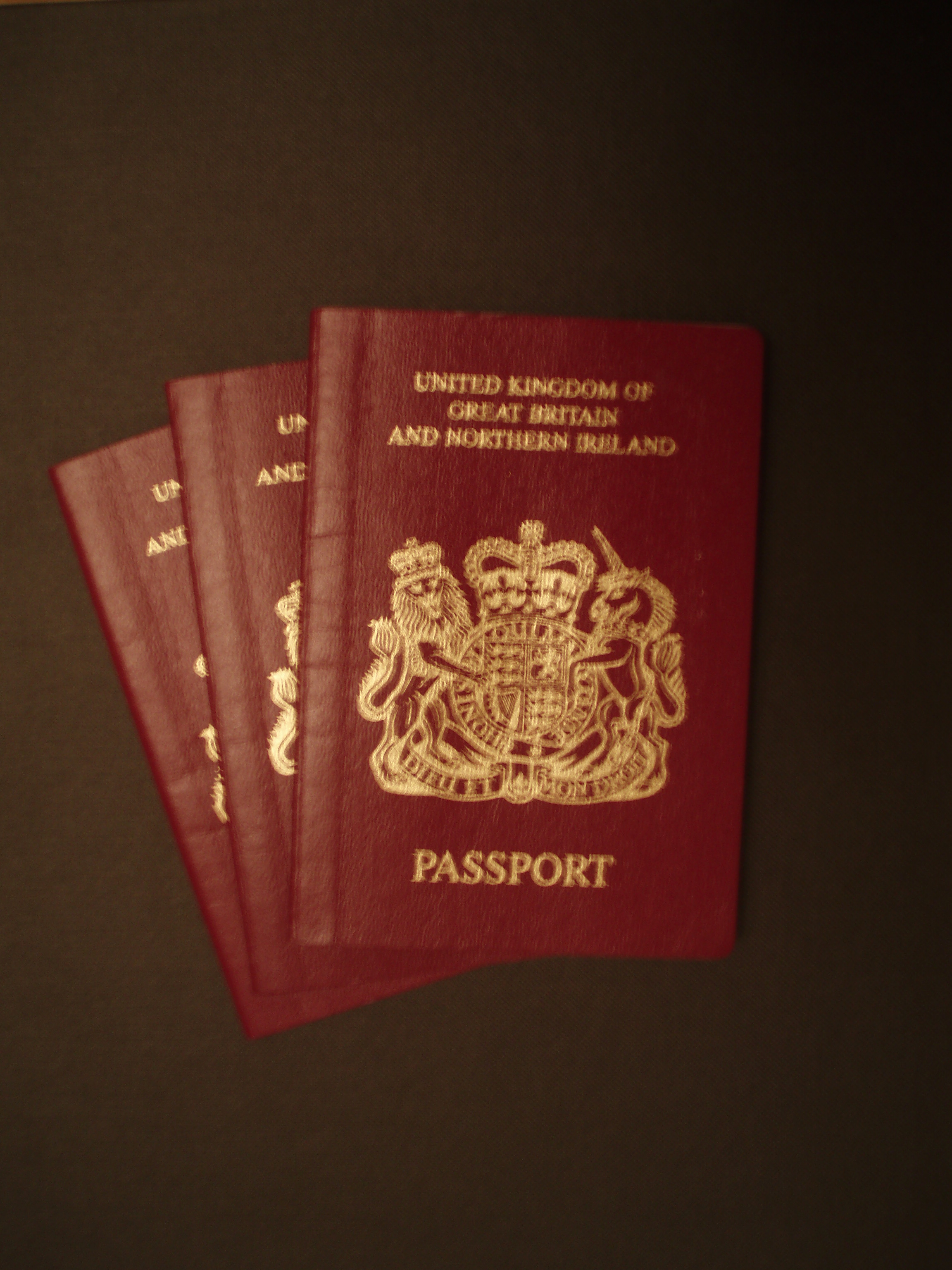
由1990年起簽發的新版緋紅色封面英國國民（海外）護照

經過一連串的中英專家談判，入境處根據中英協議在1987年7月為香港居民推出新一款可跨越1997年香港主權移交的的第二代電腦香港身份證，以取代1983年推出的第一代電腦香港身份證。新一款電腦香港身份證同樣具備高度防偽設計，並且移除了原有的香港紋章樣式，更首次根據新修訂的《入境條例》引入香港居留權概念，因此新一代身份證分為了香港永久性居民身份證和香港身份證兩種，只有前者的證上註明持證人擁有香港居留權。另一方面，根據中英協議，雖然香港英籍居民在1997年主權移交後將喪失原有的英國屬土公民身份，但他們可登記擁有專為香港英籍居民而新設的英國國民（海外）國籍，以便他們在1997年以後維持與英國的關係。有見及此，入境處由1987年7月1日起開始簽發英國國民（海外）護照和新版的香港身份證明書。為確保兩款旅遊證件在1997年以後仍然有效，兩款證件都註明持證人擁有香港永久性居民身份證，並且擁有香港居留權。賈達德任內還研究跟隨英政府的做法引入附有光學代碼的新版本英籍護照，促成入境處自1990年6月1日起開始簽發新版緋紅色封面的英國國民（海外）和英國屬土公民護照，以取代傳統黑色封面的舊版護照。

#### 出入境管制
此外，自20世紀七十年代末中國大陸實施「改革開放」政策以後，中港邊境交往日益頻繁，為了紓緩原有羅湖、紅磡火車站和上環舊港澳碼頭的出入境關口擠擁情況，入境處早於1981年6月25日從皇家香港警隊接管文錦渡的車輛出入境檢查站。賈達德上任後，更積極興建更多陸路和水路出入境關口以應付需求，當中包括在1985年3月1日啟用的沙頭角管制站、1985年9月27日啟用的上環新港澳客輪碼頭、1988年11月8日啟用的尖沙咀中國客運碼頭、以及首個全日24小時通關、於1989年12月29日啟用的落馬洲管制站；至於舊有的沙田梅沙管制站和深水埗港澳客輪碼頭，則分別於1985年10月28日和1989年11月1日關閉。同時間，賈達德研究進一步落實電腦化以加快出入境關口的過關程序，任內在1987年5月1日首先於港澳客輪碼頭引入「出入境記錄及管制系統」（TRAICES），及後作分階段推廣，到1989年12月正式在所有關口全面推行。自此，香港身份證持有人在出入境時無須再填寫出入境申報表，便可直接以電腦化的香港身份證或護照過關，大大縮減了過關所需的時間。
賈達德在入境處長任內也十分關注來自中國大陸的偷渡問題，並且聯同警隊等有關部門繼續協助執行港府的「即捕即解」政策。當時由於正值香港前途談判，中國大陸多次傳出港府會對非法入境者作出特赦的傳言，結果使到從香港邊境截獲的非法入境者數目由1983年的平均每日17名增至1984年的平均每日25名。數字雖然在往後數年回落至平均每日十多名，但仍偶爾發生非法入境者因聽信港府作出特赦的謠言而大舉偷渡來港的事件；例如在1987年6月，警方就曾經在短短三天的時間從邊境拘捕400多名誤信港府將會作出特赦的大陸非法入境者。有見及此，賈達德曾指出「偷渡只是浪費時間」，並多次敦促廣東省當局協助加強控制偷渡問題，向廣東省當局重申港府絕無特赦的立場，以及公開表態支持警方向市民截查身份證，認為有關做法對於遏止偷渡具必要性。
在越南難民問題方面，鑑於越南難民步入八十年代中期仍然持續來港，加上大量滯港難民對香港經濟、治安和社會各方面造成沉重負擔，港府開始研究越南難民的善後問題。1987年初，一艘在港越南難民船接受入境事務處協助續航離境，行抵金門後於3月7日被中華民國陸軍烈嶼駐軍屠船後隱暪賈達德核發的文件、焚船毀證滅跡而造成三七事件，經媒體報導與國會質詢後仍一再否認。1988年6月16日，港府實施「甄別政策」，把政治難民分為「難民」，而經濟移民等非難民則分為「船民」。凡是因經濟問題而進入香港的越南船民，都會被視作非法入境，不能被轉送到第三國，並將被遣返越南。「甄別政策」推出後，賈達德需要調派不少人手落實對難民的甄別和評估工作，同時港府又透過香港電台以越南話作出「北漏洞拉」廣播，向在港越南難民和船民交代新政策。賈達德卸任後，港府在1991年10月推出「有秩序遣返計劃」，開始逐步遣返越南船民，而經過多年擾攘，一直到2000年特區政府關閉最後一個難民中心後，越南難民問題才正式告一段落。

#### 部門發展
為了應付各方面都不斷上升的工作量，賈達德任內還積極擴充人手，部門編制由1983年的2,206人增加至1988年的2,824人；另外又購入新式設備、並把部門船隊落實全面現代化，從而提升部門人員的執法效能。1984年11月，賈達德又為入境處人員引進新款制服，新款制服的其中一個特點是以金屬製造的帽徽，取代過往的布章。另外，有鑑於入境處租用位於尖沙咀東部麼地道的冠華中心總部不敷應用，賈達德任內積極為部門向港府爭取興建新的總部大樓，最終促成入境處總部於1990年1月22日遷入灣仔告士打道人民入境事務大樓。然而，隨著入境處人手的不斷擴充，該處人員卻對薪酬待遇感到日益不滿，特別是當港府在1988年發表針對紀律部隊人員薪酬水平的《凌衛理報告書》後，由於報告書以工作性質為理由調低入境處紀律部隊人員的起薪和頂薪點，並低於懲教署和海關同等的紀律部隊人員，結果引發起入境處人員的不滿，此後入境處員方曾多次發起遊行和醞釀發起工業行動，爭取薪酬水平與其他紀律部隊看齊，但至今都未能實現。至於《凌衛理報告書》的另一重點，是促成入境處以總入境事務助理員職級取代助理入境事務主任職級，而助理入境事務主任職級則於1991年1月起逐步取消，到1998年11月正式取消。
賈達德在任人民入境事務處處長前後六年，到1989年5月卸任，由梁銘彥接任，所以他也是該處最後一任外籍處長。卸任後，他在1989年6月至9月特邀出任人民入境事務處顧問一職，此後才正式開展退休生涯。為肯定他在任內的表現，特別是處理國籍問題方面的工作，他在1987年9月獲港督衛奕信爵士頒授香港紀律部隊獎章；1988年英女皇壽辰授勳名單中更獲英廷頒授CBE勳銜。此外，賈達德在入境處長任內的表現也得到了一些同僚和下屬的稱許，曾與他共事的葉劉淑儀形容他「鶴髮童顏」、「態度謙和」，而中方與他談判期間也對他「頗有好感」；另一位曾跟隨他的入境處前副處長楊顯中則認為賈達德無論處理任何事都可以「處之泰然」、「胸有成竹」，指出曾經有數名怒氣沖沖的印度人走到入境處總部投訴，都被他從容不迫地親自解決。

### 晚年生涯
賈達德退休後定居於英國西南部多實郡沿海城市伯恩茅斯。他退休前曾表示計劃日後寫一、兩本書打發時間，但最後沒有成事。2014年12月，與香港警隊關係友好的已故富商鄧肇堅爵士之子鄧日燊在香港舉行派對，邀請多位現任和前任香港紀律部隊首長出席，其中已屆85歲高齡的賈達德也特意來港出席，同場的還有前警務處處長顏理國、李君夏、李明逵、鄧竟成，而前任入境處處長葉劉淑儀、李少光、黎棟國和現任處長陳國基等多名舊部也有出席。
2016年4月1日，賈達德因病在伯恩茅斯逝世，終年86歲，遺體於4月21日在伯恩茅斯火葬場舉行喪禮。

## 個人生活
賈達德於1958年在英國雷丁娶埃爾茜·韋爾斯（Elsie Wells）為妻，兩人育有一子，名叫基思（Keith），在1959年出生。賈達德夫人在2010年3月23日卒於英國皇家伯恩茅斯醫院，終年86歲。賈達德是共濟會會員，定居於伯恩茅斯期間，他熱心參與皇家共濟會慈善機構轄下位於伯恩茅斯泄蘭堂（Zetland Hall）的工作，多年來歷任泄蘭堂之友協會理事會理事及副主席，並曾於2013年至2014年擔任理事會主席一職。賈達德也是英國內政部退休人員協會會員。

## 榮譽
- 以下列出榮譽全稱及縮寫：^ 
  - 官守太平紳士（J.P.） （1971年[1]）
  - 帝國服務勳章（I.S.O.） （1980年英女皇壽辰授勳名單[23]）
  - 香港紀律部隊獎章 （1987年9月1日[54]）
  - 英帝國司令勳章（C.B.E.） （1988年英女皇壽辰授勳名單[56]）

## 注腳
1. 1 2 3 4 5 6  Who's Who in Asian and Australasian Politics (1991), p.40.
2. ↑  "Births Sep 1929: Carter, Alan J. （页面存档备份，存于）", FreeBMD, retrieved on 31 January 2015.
3. ↑  "Marriages Dec 1926: Carter, Cyril J. and Ryan （页面存档备份，存于）", FreeBMD, retrieved on 31 January 2015.
4. ↑  "Marriages Dec 1926: Ryan, Mildred L. and Carter （页面存档备份，存于）", FreeBMD, retrieved on 31 January 2015.
5. 1 2 3  Carter (May 2011)
6. 1 2  Staff List, Hong Kong Government (1985), p.287.
7. ↑  梁可欣（2010年），頁88。
8. ↑  〈越南來港三千餘難民，部分可獲准居港〉（1975年5月7日）
9. 1 2  〈百里渠主持一人調查委會，葛柏逃離案閉門聆訊，副警務處長首先作供〉（1973年6月22日）
10. 1 2 3  〈一九八零年女王壽辰，本港官員榮獲授勳〉（1980年6月14日）
11. ↑  40th Anniversary: 1961-2001 (2001), pp.67 & 70-71.
12. 1 2  40th Anniversary: 1961-2001 (2001), p.67.
13. ↑  〈入境處副處長賈達德強調當局不會特赦黑市居民〉（1980年11月14日）
14. ↑  40th Anniversary: 1961-2001 (2001), pp.70-71.
15. ↑  〈入境事宜擬電腦化，身份證回港證二合一〉（1980年5月22日）
16. 1 2 3 4 5 6  40th Anniversary: 1961-2001 (2001), pp.82-83.
17. 1 2 3 4  Siu and Ku (2008), p.162.
18. ↑  〈港府應交代是誰誣衊梁銘彥〉（1997年1月13日）
19. ↑  《香港總督麥理浩爵士》（1982年）
20. 1 2  鄧惠鈞（1982年）
21. ↑  《香港大事回顧》（1978年）
22. ↑  《香港大事回顧》（1979年）
23. 1 2  "Supplement to Issue 48212 （页面存档备份，存于）", London Gazette, 13 June 1980, p.21.
24. ↑  〈十四位高官調動，陳乃強升工務司，賈達德任入境處處長〉（1983年1月22日）
25. ↑  Tsang (2009), pp. 225-226.
26. ↑  〈聯絡組英方成員廿五日赴京開會〉（1985年11月19日）
27. ↑  〈港代表團赴英商討新國籍法〉（1986年1月29日）
28. ↑  〈香港設船舶登記處，專家組討論獲進展〉（1986年6月20日）
29. 1 2  葉劉淑儀（2008年），頁11。
30. ↑  〈英國已實施、本港擬效法：護照將電腦化〉（1984年11月24日）
31. ↑  40th Anniversary: 1961-2001 (2001), p.152.
32. 1 2  40th Anniversary: 1961-2001 (2001), pp.74-79.
33. 1 2  40th Anniversary: 1961-2001 (2001), pp.80-81.
34. 1 2 3 4  〈人民入境事務處長賈達德強調，偷渡只是浪費時間〉（1987年6月23日）
35. 1 2  〈中英草簽香港問題協議之後，偷渡潮仍難遏止〉（1984年9月26日）
36. ↑  〈防範蛇客不容鬆懈，查身份證仍有所需〉（1984年8月25日）
37. 1 2  范徐麗泰（2004年5月27日）
38. ↑  管仁健. . . 文經社. 2008年3月7日  [2022年10月20日]. ISBN 9789576636493. （原始内容存档于2022年10月18日）.
39. ↑  高涌誠. . 台北: 監察院全球資訊網. 2022年7月13日  [2022年10月20日]. （原始内容存档于2022年8月3日）.
40. 1 2  王寶玲（1990年9月及10月）
41. ↑  《紀律部隊薪酬及服務條件檢討委員會初步報告》（1988年），附件2.5之頁8。
42. 1 2  〈必需設獨立審裁署加速處理船民上〉（1989年5月20日）
43. ↑  〈越南船民之「北漏洞拉」〉（造訪於2015年1月31日）
44. ↑  《紀律部隊薪酬及服務條件檢討委員會初步報告》（1988年），附件2.5之附錄I。
45. ↑  〈入境處船隊現代化年底全部舊換新〉（1986年2月28日）
46. ↑  〈入境處人員佩戴新徽章〉（1984年11月12日）
47. ↑  40th Anniversary: 1961-2001 (2001), pp.126-129.
48. ↑  40th Anniversary: 1961-2001 (2001), p.87.
49. ↑  《紀律部隊薪酬及服務條件檢討委員會最後報告》（1988年），附件5.7至5.14。
50. ↑  〈政府最忠誠部隊抗爭，紀律部門200人為薪酬上街，學者：管治出現問題〉（2009年6月22日）
51. ↑  〈不滿20年來薪級點被矮化，入境處842員工「不再沉默」〉（2009年8月3日）
52. ↑  40th Anniversary: 1961-2001 (2001), p.125.
53. ↑  Staff List, Hong Kong Government (1994), p.454.
54. 1 2  〈入境事務處及海關人員六十位榮獲港督頒獎章〉（1987年9月2日）
55. ↑  〈本港官民七十四人榮獲女皇頒授勳銜〉（1988年6月11日）
56. 1 2  "Supplement to Issue 51365 （页面存档备份，存于）", London Gazette, 10 June 1988, p.17.
57. ↑  冼日明、陳志輝、麥婉君（2007年），頁275。
58. 1 2  "AFZC Committee" (retrieved on 31 January 2015)
59. ↑  〈偽造旅行證件去年顯著增加〉（1989年3月4日）
60. ↑  〈前任處長拜訪警隊〉（2014年12月至2015年1月）
61. ↑  "Carter, Alan John CBE ISO （页面存档备份，存于）" (retrieved on 10 April 2016)
62. 1 2  "Deaths Announcement: CARTER" (April 2010)
63. ↑  "Marriages Jun 1958: Carter, Alan J. and Wells （页面存档备份，存于）", FreeBMD, retrieved on 31 January 2015.
64. ↑  "Births Jun 1959: Carter, Keith J. （页面存档备份，存于）", FreeBMD, retrieved on 31 January 2015.

### 英文資料
- Staff List, Hong Kong Government. Hong Kong: Government Printer, 1985.
- Who's Who in Asian and Australasian Politics. London: Bowker-Saur, 1991. ISBN 978-0-86291-593-3
- Staff List, Hong Kong Government. Hong Kong: Government Printer, 1994.
- 40th Anniversary: 1961-2001. Hong Kong: HKSAR Immigration Department, 2001.
- Tsang, Steve, A Modern History of Hong Kong. Hong Kong: Hong Kong University Press, 2009. ISBN 978-9-62209-677-6
- Siu, Helen F., and, Ku, Agnes S., Hong Kong Mobile: Making a Global Population（页面存档备份，存于）. Hong Kong: Hong Kong University Press, 2008. ISBN 978-9-88805-230-1
- "Deaths Announcement: CARTER（页面存档备份，存于）", Daily Telegraph, April 2010.
- Carter, Alan, "Letters to the Editor", HORnet Issue 5, May 2011.
- "AFZC Committee（页面存档备份，存于）", Association of Friends of Zetland Court, retrieved on 31 January 2015.
- "Carter, Alan John CBE ISO（页面存档备份，存于）", Telegraph Announcements, retrieved on 10 April 2016.

### 中文資料
- 〈百里渠主持一人調查委會，葛柏逃離案閉門聆訊，副警務處長首先作供〉，《工商日報》第一頁，1973年6月22日。
- 〈越南來港三千餘難民，部分可獲准居港〉，《香港工商日報》第一頁，1975年5月7日。
- 《香港大事回顧》。香港：電視廣播有限公司，1978年。
- 《香港大事回顧》。香港：電視廣播有限公司，1979年。
- 〈入境事宜擬電腦化，身份證回港證二合一〉，《大公報》第二張第五版，1980年5月22日。
- 〈一九八零年女王壽辰，本港官員榮獲授勳〉，《華僑日報》第三張第二頁，1980年6月14日。
- 〈入境處副處長賈達德強調當局不會特赦黑市居民〉，《香港工商日報》第八頁，1980年11月14日。
- 《香港總督麥理浩爵士》。香港：明報，1982年。
- 鄧惠鈞監製，《麥理浩十年》。香港：電視廣播有限公司，1982年。
- 〈十四位高官調動，陳乃強升工務司，賈達德任入境處處長〉，《香港工商日報》第一頁，1983年1月22日。
- 〈防範蛇客不容鬆懈，查身份證仍有所需〉，《華僑日報》第五張第二頁，1984年8月25日。
- 〈中英草簽香港問題協議之後，偷渡潮仍難遏止〉，《華僑日報》第三張第一頁，1984年9月26日。
- 〈入境處人員佩戴新徽章〉，《華僑日報》第二張第四頁，1984年11月12日。
- 〈英國已實施、本港擬效法：護照將電腦化〉，《華僑日報》第二張第二頁，1984年11月24日。
- 〈聯絡組英方成員廿五日赴京開會〉，《大公報》第一張第四版，1985年11月19日。
- 〈港代表團赴英商討新國籍法〉，《華僑日報》第二張第一頁，1986年1月29日。
- 〈入境處船隊現代化年底全部舊換新〉，《華僑日報》第二張第二頁，1986年2月28日。
- 〈香港設船舶登記處，專家組討論獲進展（页面存档备份，存于）〉，《大公報》，1986年6月20日。
- 〈人民入境事務處長賈達德強調，偷渡只是浪費時間〉，《華僑日報》第二張第二頁，1987年6月23日。
- 〈入境事務處及海關人員六十位榮獲港督頒獎章〉，《華僑日報》第六張第一頁，1987年9月2日。
- 《紀律部隊薪酬及服務條件檢討委員會初步報告（页面存档备份，存于）》。香港：政府印務局，1988年。
- 《紀律部隊薪酬及服務條件檢討委員會最後報告（页面存档备份，存于）》。香港：政府印務局，1988年。
- 〈本港官民七十四人榮獲女皇頒授勳銜〉，《華僑日報》第四張第一頁，1988年6月11日。
- 〈偽造旅行證件去年顯著增加〉，《華僑日報》第4頁，1989年3月4日。
- 〈必需設獨立審裁署加速處理船民上〉，《華僑日報》第4頁，1989年5月20日。
- 王寶玲，〈越南難民，何來何往？〉，《思》第9期，1990年9月及10月。
- 〈港府應交代是誰誣衊梁銘彥〉，《大公報》，1997年1月13日。
- 范徐麗泰，〈越南難民（一）〉，《細水長流系列》（原載東方日報），2004年5月27日。
- 冼日明、陳志輝、麥婉君，《管理新思維1：企業成功之道（页面存档备份，存于）》。香港：中華書局（香港）有限公司，2007年。ISBN 978-9-62882-049-8
- 葉劉淑儀，《四個葬禮及一個婚禮：葉劉淑儀回憶錄（页面存档备份，存于）》。香港：明報出版社有限公司，2008年。ISBN 978-9-62899-362-8
- 〈政府最忠誠部隊抗爭，紀律部門200人為薪酬上街，學者：管治出現問題（页面存档备份，存于）〉，《蘋果日報》，2009年6月22日。
- 〈不滿20年來薪級點被矮化，入境處842員工「不再沉默」（页面存档备份，存于）〉，《蘋果日報》，2009年8月3日。
- 梁可欣編，《最後六任港督的聲音》，香港：商務印書館，2010年。ISBN 978-9-62071-897-7
- 〈前任處長拜訪警隊（页面存档备份，存于）〉，《警聲》第1030期，2014年12月至2015年1月。
- 〈越南船民之「北漏洞拉」（页面存档备份，存于）〉，《頭條日報之圖說往昔》，造訪於2015年1月31日。

## 外部連結
- 香港入境事務處（页面存档备份，存于）
- 人民入境事務處處長賈達德就新款英國國民（海外）護照接受訪問 （页面存档备份，存于）（1989年5月）
- 入境處金禧解密，妙計甄別越船民（页面存档备份，存于），大公報（2011年10月8日）

| 政府职务        | 政府职务                         | 政府职务        |
| --------------- | -------------------------------- | --------------- |
| 前任者： 布立之 | 人民入境事務處處長 1983年–1989年 | 繼任者： 梁銘彥 |